# 奄美警察署
奄美警察署（あまみけいさつしょ）は、鹿児島県警察が管轄する警察署の一つである。
旧名称は名瀬警察署である。管轄区域は鹿児島県奄美市・大島郡龍郷町・大和村・喜界町である。喜界町にある喜界幹部派出所についても記述する。

## 概要

### 奄美警察署
- 所在地：鹿児島県奄美市名瀬長浜町5-2
- 管轄区域：鹿児島県奄美市・大島郡龍郷町・大和村・喜界町
- 運転免許証の更新：可能
- 運転免許証の再交付：可能
- 運転免許証の失効に伴う新規免許証の申請：可能

### 喜界幹部派出所
- 所在地：〒891-6202　鹿児島県大島郡喜界町大字湾46
- 管轄区域：鹿児島県大島郡喜界町
- 運転免許証の更新：可能
- 運転免許証の再交付：可能
- 運転免許証の失効に伴う新規免許証の申請：可能

※2008年（平成20年）10月1日から鹿児島市内3ヶ所の警察署（鹿児島中央警察署・鹿児島西警察署・鹿児島南警察署）を除く鹿児島県内の25ヶ所の警察署と4ヶ所の幹部派出所（甑島幹部派出所・垂水幹部派出所・喜界幹部派出所・与論幹部派出所）で運転免許証の更新や再交付、運転免許証の失効に伴う新規免許証の申請が管轄区域に関わらずできるようになる。但し、身体障害者運転適性検査装置等による検査が必要な者と運転免許効力停止処分中の者は除く。

## 組織
- 署長
- 副署長
- 警務課
- 会計課
- 生活安全課
- 地域課
- 刑事課
- 交通課
- 警備課

## 交番・駐在所
- 屋仁川交番（奄美市名瀬柳町11-31）
- 四谷交番（奄美市名瀬真名津町57）
- 小湊駐在所（奄美市名瀬大字小湊264-11）
- 鳩浜駐在所（奄美市名瀬鳩浜町105）
- 小宿駐在所（奄美市名瀬平松町244）
- 笠利駐在所（奄美市笠利町大字笠利124）
- 赤木名駐在所（奄美市笠利町大字里420-1）
- 節田駐在所（奄美市笠利町大字節田1727-18）
- 大勝駐在所（大島郡龍郷町大勝1184-1）
- 赤尾木駐在所（大島郡龍郷町赤尾木234-3）
- 秋名駐在所（大島郡龍郷町幾里426-1）
- 大和駐在所（大島郡大和村大和浜107-1）
- 住用駐在所（奄美市住用町大字西仲間88）
- 喜界幹部派出所（大島郡喜界町大字湾46）
- 上嘉鉄駐在所（大島郡喜界町大字上嘉鉄794）
- 早町駐在所（大島郡喜界町大字白水19-1）
- 奄美空港警備派出所（奄美市笠利町大字和野374-4）

## 周辺の施設

### 奄美警察署
- 奄美中央病院
- 奄美文化センター
- 奄美市立奄美博物館
- 名瀬港旅客用フェリーターミナル
- 奄美市立金久中学校
- 鹿児島地方裁判所名瀬支部

### 喜界幹部派出所
- 喜界町国民健康保険診療所
- 喜界町立湾小学校
- 喜界郵便局
- 喜界町役場
- 鹿児島県立喜界高等学校
- 池治海水浴場
- 喜界ガーデンゴルフ
- 喜界徳洲会病院